# Bay Area Reporter
Bay Area Reporter (B.A.R.) ist eine US-amerikanische LGBT-Wochenzeitung, die im Gebiet der San Francisco Bay Area erscheint.

## Geschichte
Die Zeitung wurde am 1. April 1971 erstmals von Paul Bentley und Bob Ross herausgegeben. Vertrieben wurde die Zeitung anfangs in schwulen Bars in einigen Stadtteilen San Francisco: South of Market, Castro District und der Polk Street. Gegenwärtig wird die Zeitung im gesamten Gebiet der San Francisco Bay Area verteilt. Die B.A.R. hat sich zu einer der ältesten, größten und meist anerkanntesten LGBT-Community-Zeitungen in den Vereinigten Staaten entwickelt.
In den 1980er und Anfang der 1990er war die AIDS-Krise ein Hauptthema der B.A.R. 1998 verkündete B.A.R. in einer Wochenausgabe die weltweit bekannte Schlagzeile No Obits (dt.: Keine Todesfälle). Die Zeitung hatte in jenem Jahr aufgrund der erfolgreichen neuen HIV-Behandlungsmethoden erstmals in einer Woche keine neue AIDS-Todesmeldung erhalten.
1993 starb Gründungsmitglied Bob Ross. Seine Arbeit wird gegenwärtig von Thomas Horn als Herausgeber fortgeführt. Am 30. März 2006 erfolgte eine Jubiläumsausgabe zum 35-jährigen Bestehen der Zeitung.

## Inhalt
Die Zeitung berichtet über LGBT-Nachrichten, über Personen, Gesundheit, Politik, Recht, Kunst und Musik. Von rund 100.000 Lesern wird die B.A.R. wöchentlich gelesen. Der Sitz der Zeitung befindet sich in der Ninth Street in San Francisco. Ihr Eigentümer ist das Unternehmen Benro Enterprises, Inc. Chefredakteurin ist Cynthia Laird. Weitere Autoren sind unter anderem Matthew Bajko, Zak Szymanski (bis 2006), Mark Mardon (bis 2006), Roberto Friedman, Jim Provenzano, Seth Hemmelgarn und Marcus Hernandez.
Die B.A.R. ist Mitglied der Organisation National Gay Newspaper Guild.